# Christian Beisel
Christian Beisel (* 8. Dezember 1982 in Darmstadt) ist ein deutscher Fußballspieler.

## Vereine
Christian Beisel spielte in seiner Jugend bei der SG Arheilgen und Eintracht Frankfurt. Im Jahre 2000 zog er vom Main an den Alsenweg und spielte drei Jahre lang für den SV Waldhof Mannheim. Dabei wurde er zehnmal in der 2. Bundesliga eingesetzt. Nach dem Abstieg und der Insolvenz 2003 verließ Beisel Mannheim und spielte fortan für den Regionalligisten 1. FC Eschborn. Ein Jahr später kehrte der Abwehrspieler in seine Geburtsstadt Darmstadt zurück, wo er zwei Jahre lang für den SV Darmstadt 98 aktiv war. Seit 2006 spielte Christian Beisel beim SV Sandhausen, mit dem er gleich in seiner ersten Saison in die Regionalliga Süd aufstieg und sich als Stammkraft etablierte. Im Juli 2009 gab er seinen Wechsel zum 1. FC Heidenheim 1846 bekannt.
Nach zwei Jahren kehrte er im Sommer 2011 zum SV Darmstadt 98 zurück und kam in seiner ersten Saison nach der Rückkehr direkt wieder auf 17 Ligaeinsätze für die Darmstädter, in denen er ein Tor schoss, weshalb 98 seinen Vertrag nach dieser Spielzeit um ein Jahr bis Mitte 2013 verlängerte.
Zur Saison 2013/14 wechselte Beisel zum Regionalligisten FC 08 Homburg. Anschließend spielte er noch zwei Jahre für Niedernhausen und beendete seine Karriere.